# Новокаменка (Саратовская область)
Новокаменка — село Ровенского района Саратовской области.
Село расположено на левом берегу реки Бизюк в восточной части Ровенского района. Ближайшей железнодорожной станцией является Красный Кут (45 км на северо-восток).
За свою историю село входило в Бизюкскую волость Новоузенского уезда Самарской губернии, Зельманский кантон Республики немцев Поволжья, Ровенский район Саратовской области.
Село было основано как немецкая колония Штреккерау (нем. Streckerau) в 1863 году выходцами из Каменского округа. 
Во второй половине XIX века некоторые колонисты из села эмигрировали в Америку. В 1876 году туда переселилось 56 человек.
В 1897 году жителей в селе было 1447, в том числе 1437 немцев. В 1910 году в селе жило уже 2494 человек.
В период существования Республики немцев Поволжья село входило в Зельманский кантон.
В селе имелась католическая церковь постройки 1875 года, школа, 5 ветряных мельниц.